# Agatha Rosenius
Agatha Ulrika Rosenius, född Lindberg den 10 september 1814 i Umeå stadsförsamling, Västerbottens län, död 29 augusti 1874 i Adolf Fredriks församling, Stockholms stad, var en svensk psalmförfattare. 
Agatha var dotter till lanträntmästaren Erik Lindberg och Elisabeth Catharina (född Nordlund) i Grisbacka, strax utanför Umeå. Hon blev tidigt aktivt troende kristen – en övertygelse som inte delades av hennes föräldrar. Hon gifte sig med predikanten Carl Olof Rosenius som besökt hennes hembygd. Vigseln förrättades den 2 augusti 1843 i Umeå av prosten A.A. Grafström. Hon blev mor till Elisabeth Nyström.
Agatha Rosenius var vän med både Lina Sandell och Charlotte af Tibell. Vid Agathas död skrev båda dessa vänner hyllningsdikter till Agathas minne. (Dikt vid Agatha Rosenius' död av Charlotte af Tibell) Själv skrev Agatha Rosenius ett antal sånger med religiösa motiv varav några publicerats i Psalmisten och några i flera andra psalmböcker, dock inte den svenska psalmboken annat än i EFS-tillägget 1986.

## Psalmer
- Till fridens hem, till rätta fadershuset (Svenska Missionsförbundets sångbok 1920 nr 423 under rubriken "Hemlandssånger". Finns på Wikisource.
- Ur stormarna ser jag en avlägsen hamn. Översatt engelsk text av C. M. Youngquist (Svenska missionsförbundets sångbok 1920 nr 313 under rubriken  "Strid och lidande", Sionstoner 1935)
- Vad helst här i världen bedrövar min själ (1847) Finns på Wikisource.